# Sagraea scabrosa
Sagraea scabrosa là một loài thực vật có hoa trong họ Mua. Loài này được (L.) Alain miêu tả khoa học đầu tiên năm 1994.